# کردهای آمریکا
کردهای آمریکا به اقوام کُردتبار شهروند ایالات متحده آمریکا گفته می‌شود. که عموماً از کشورهای ایران، ترکیه، عراق و سوریه به آمریکا مهاجرت کرده‌اند.

## پیشینه
پیشینه مهاجرت کردها به آمریکا، به قرن بیستم باز می‌گردد. بعد از آن جوامعی از کردها در دوران جنگ جهانی اول در آمریکا استقرار یافتند و به طبع آن به دلیل شرایط ناآرام کردها در دوران حکمرانی صدام حسین، کردهای این کشور نیز تمایل به مهاجرت به آمریکا نشان می‌دادند، گروه دیگر مهاجرین کُرد به انقلاب ۱۳۵۷ ایران باز می‌گردد که جوامعی قابل توجه از ایرانیان به آمریکا مهاجرت کردند که در بینشان از اقوام کُرد ایرانی نیز حضور داشتند.

## جغرافیای سکونت
مهمترین تجمع کُردها را در آمریکا شهر نشویل می‌باشد  که به کردستان کوچک معروف هست ولی در کالیفرنیا نیز با توجه به سکونتگاه اقوام ایرانی از کُردهای ایرانی نیز حضور می‌دارند. ادیپ یوکسل از شناخته‌ترین کُردهای تبعه ایالات متحده به شمار می رود.

## جمعیت
بر اساس سرشماری سال ۲۰۰۰ میلادی آمریکا، ۹٬۴۲۳. نفر کُردتبار در آمریکا سکونت دارند.